# Потери самолётов США над Северным Вьетнамом (ноябрь—декабрь 1966)
В данном списке перечислены американские самолёты, потерянные при выполнении боевых заданий над Северным Вьетнамом в ходе Вьетнамской войны в период с ноября по декабрь 1966 года. Приведены только потери, удовлетворяющие следующим условиям:
- потеря является безвозвратной, то есть самолёт уничтожен или списан из-за полученных повреждений;
- потеря понесена по боевым или небоевым причинам в регионе Юго-Восточной Азии (включая Северный Вьетнам, Южный Вьетнам, Лаос, Камбоджу, Таиланд, Японию, Китай) и связана с боевыми операциями против Северного Вьетнама (Демократической Республики Вьетнам);
- потерянный самолёт состоял на вооружении Военно-воздушных сил, Военно-морских сил, Корпуса морской пехоты или Армии Соединённых Штатов Америки;
- потеря произошла в период между 1 ноября и 31 декабря 1966 года.

Список составлен на основе открытых источников. Приведённая в нём информация может быть неполной или неточной, а также может не соответствовать официальным данным министерств обороны США и СРВ. Тем не менее, в нём перечислены почти все самолёты, члены экипажей которых погибли или попали в плен. Неполнота связана в основном с теми самолётами, члены экипажей которых были эвакуированы поисково-спасательными службами США, а также с самолётами, потерянными вне пределов Северного Вьетнама (в этом случае не всегда возможно определить, была ли потеря связана с операциями именно против этой страны).
Список не затрагивает потери американской авиации, понесённые в операциях против целей на территории Южного Вьетнама, Лаоса и Камбоджи. Список составлялся без использования данных монографии Кристофера Хобсона «Vietnam Air Losses».

## Краткая характеристика периода
В ноябре—декабре 1966 года американская авиация продолжала бомбардировки Северного Вьетнама в рамках операции Rolling Thunder. Налёты на объекты в районе Ханоя привели к жертвам среди гражданского населения, что впервые широко обсуждалось американскими средствами массовой информации. Активные действия ВВС ДРВ привели к увеличению потерь американской авиации в воздушных боях. Система ПВО страны также усиливалась. 2 декабря над Северным Вьетнамом было сбито восемь американских самолётов, что стало крупнейшими однодневными потерями за всю войну и было названо «Чёрной пятницей».

На католическое Рождество и Новый год были объявлены короткие паузы в налётах.

## Потери

### Ноябрь
- 1 ноября 1966 — A-4E «Скайхок» (номер 151138, 72-я штурмовая эскадрилья ВМС США). Подбит зенитным огнём в районе Хайфона, упал в Тонкинский залив. Пилот попал в плен.
- 2 ноября 1966 — F-105D «Тандерчиф» (серийный номер 60-0469, 421-я тактическая истребительная эскадрилья ВВС США). Сбит зенитным огнём северо-западнее Йен-Бай. Пилот погиб.
- 2 ноября 1966 — F-105D «Тандерчиф» (серийный номер 62-5479, 421-я тактическая истребительная эскадрилья ВВС США). Подбит зенитным огнём северо-западнее Йен-Бай, упал, вероятно, на территории Лаоса. Пилот спасён.
- 4 ноября 1966 — RF-101C «Вуду» (серийный номер 56-0093, 20-я тактическая разведывательная эскадрилья ВВС США). Сбит ЗРК. Пилот погиб, возможно, умер в плену.
- 4 ноября 1966 — F-105F «Уайлд Уизл» II (серийный номер 63-8273, 13-я тактическая истребительная эскадрилья ВВС США). Сбит ЗРК в районе Кеп. Оба члена экипажа погибли.
- 6 ноября 1966 — F-105D «Тандерчиф» (серийный номер 60-0487, 354-я тактическая истребительная эскадрилья ВВС США). Сбит зенитным огнём. Пилот спасён.
- 11 ноября 1966 — F-4C «Фантом» II (серийный номер 64-0743, 559-я тактическая истребительная эскадрилья ВВС США). Сбит западнее Виньлинь. Оба члена экипажа попали в плен.
- 11 ноября 1966 — F-4C «Фантом» II (47-я тактическая истребительная эскадрилья ВВС США). Сбит западнее Виньлинь. Один член экипажа попал в плен, другой погиб.
- 11 ноября 1966 — F-105D «Тандерчиф» (серийный номер 62-4313, 354-я тактическая истребительная эскадрилья ВВС США). Сбит зенитным огнём северо-восточнее Хайфона. Пилот погиб.
- 11 ноября 1966 — F-8E «Крусейдер» (235-я всепогодная истребительная эскадрилья Корпуса морской пехоты США). Сбит в районе Виньлинь. Пилот попал в плен.
- 12 ноября 1966 — A-4E «Скайхок» (номер 150048, 12-я штурмовая эскадрилья ВМС США). Столкнулся с самолётом 150051 на подлёте к авианосцу. Пилот погиб.
- 12 ноября 1966 — A-4E «Скайхок» (номер 150051, 12-я штурмовая эскадрилья ВМС США). Столкнулся с самолётом 150048 на подлёте к авианосцу. Пилот погиб.
- 18 (17?) ноября 1966 — A-4C «Скайхок» (номер 148496, 22-я штурмовая эскадрилья ВМС США). Упал в Тонкинский залив из-за утраты пилотом ориентации в облачности. Пилот погиб.
- 22 ноября 1966 — F-4C «Фантом» II (480-я тактическая истребительная эскадрилья ВВС США). Сбит ЗРК севернее Ханоя. Один член экипажа попал в плен, другой погиб.
- 23 ноября 1966 — A-4 «Скайхок» (номер 151172, 192-я штурмовая эскадрилья ВМС США). Сбит зенитным огнём. Пилот спасён.

### Декабрь
- 2 декабря 1966 — A-4C «Скайхок» (номер 145143, 172-я штурмовая эскадрилья ВМС США). Предположительно сбит ЗРК. Пилот погиб.
- 2 декабря 1966 — A-4C «Скайхок» (номер 145116, 172-я штурмовая эскадрилья ВМС США). Предположительно сбит ЗРК. Пилот погиб.
- 2 декабря 1966 — F-4C «Фантом» II (480-я тактическая истребительная эскадрилья ВВС США). Сбит ЗРК севернее Ханоя. Оба члена экипажа попали в плен.
- 2 декабря 1966 — F-4C «Фантом» II (ВВС США). Сбит ЗРК. Оба члена экипажа попали в плен, где один из них умер.
- 2 декабря 1966 — F-4C «Фантом» II (559-я тактическая истребительная эскадрилья ВВС США). Сбит ЗРК. Оба члена экипажа попали в плен.
- 2 декабря 1966 — F-4B «Фантом» II (154-я истребительная эскадрилья ВМС США). Сбит, подробная информация отсутствует. Один член экипажа попал в плен, другой погиб.
- 2 декабря 1966 — RF-4C «Фантом» II (11-я тактическая истребительная эскадрилья ВВС США). Сбит севернее Ханоя. Оба члена экипажа попали в плен, где один из них умер.
- 2 декабря 1966 — F-105D «Тандерчиф» (серийный номер 59-1820, 34-я тактическая истребительная эскадрилья ВВС США). Подбит зенитным огнём в районе Фук-Йен, позднее упал на территории Северного Вьетнама. Пилот погиб.
- 5 декабря 1966 — F-105D «Тандерчиф» (серийный номер 62-4331, 421-я тактическая истребительная эскадрилья ВВС США). По американским данным, сбит истребителем МиГ-17 над провинцией Фу-То. Пилот погиб.
- 5 декабря 1966 — RF-101C «Вуду» (серийный номер 56-0165, 20-я тактическая истребительная эскадрилья ВВС США). Сбит зенитным огнём. Пилот катапультировался и погиб при невыясненных обстоятельствах.
- 8 декабря 1966 — F-105D «Тандерчиф» (серийный номер 59-1725, 354-я тактическая истребительная эскадрилья ВВС США). Пропал над провинцией Хоа-Бинь во время боя с истребителями МиГ-17, вероятно, сбит. Пилот погиб.
- 11 декабря 1966 — F-4C «Фантом» II (480-я тактическая истребительная эскадрилья ВВС США). Сбит зенитным огнём севернее демилитаризованной зоны. Один член экипажа спасён, другой погиб.
- 13 декабря 1966 — F-105D «Тандерчиф» (серийный номер 61-0187, 421-я тактическая истребительная эскадрилья ВМС США). Сбит ЗРК в районе Хоа-Бинь. Пилот погиб.
- 14 декабря 1966 — F-105D «Тандерчиф» (серийный номер 60-0502, 357-я тактическая истребительная эскадрилья ВВС США). Сбит истребителем МиГ-21 юго-западнее Ханоя. Пилот спасён.
- 14 декабря 1966 — F-8E «Крусейдер» (номер 149148, 194-я истребительная эскадрилья ВМС США). Повреждён ЗРК западнее Ханоя и позднее упал на территории Северного Вьетнама. Пилот погиб.
- 14 декабря 1966 — A-4E «Скайхок» (номер 151068, 72-я штурмовая эскадрилья ВМС США). Подбит ЗРК в районе Ханоя и упал в районе Тханьхоа. Пилот погиб.
- 21 декабря 1966 — A-4C «Скайхок» (номер 148507, 144-я штурмовая эскадрилья ВМС США). Сбит зенитным огнём. Пилот попал в плен.

## Общая статистика
По состоянию на 19 марта 2025 года в списке перечислены следующие потери:
| Самолёты           | #  |
| A-4                | 9  |
| F-4                | 9  |
| F-8                | 2  |
| F-105              | 10 |
| RF-101C            | 2  |
| Итого: 32 самолёта |    |

Эти данные не являются полными и могут меняться по мере дополнения списка.